# Ruth Werner
Ursula Maria Kuczynski nota anche con i nomi di Ursula Hamburger, Ursula Beurton e Ruth Werner (Berlino, 15 maggio 1907 – Berlino, 7 luglio 2000) è stata un'agente segreta russa, al servizio dei servizi segreti sovietici durante gli anni della guerra fredda con il nome in codice Sonja o Sonya.

## Biografia

### Primi anni

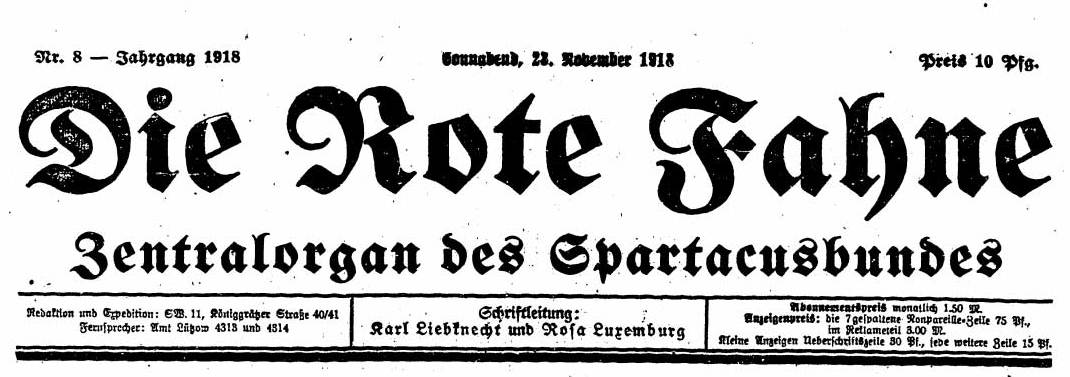
Frontespizio di Die Rote Fahne

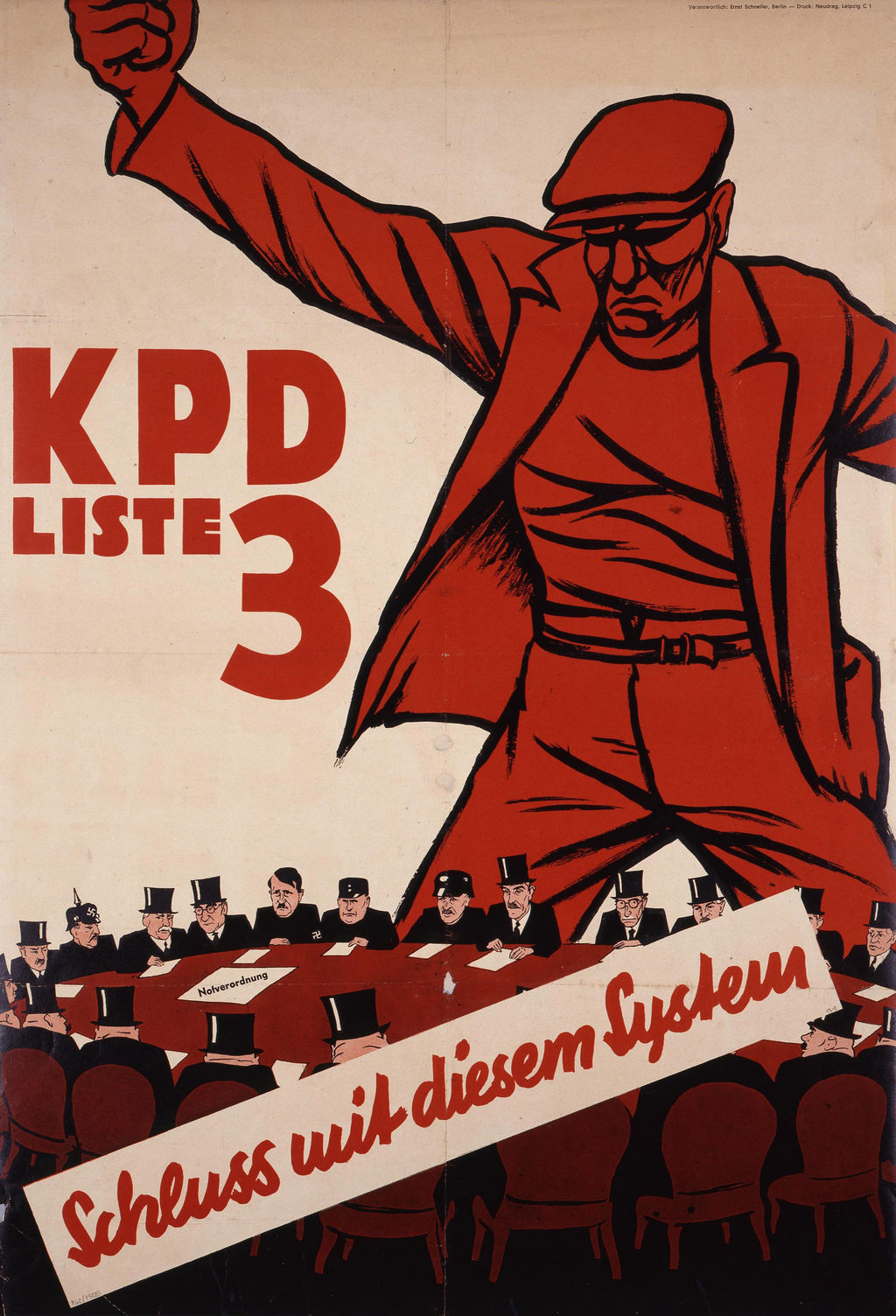
Poster elettorale del Partito Comunista di Germania (1932)

Nata da una famiglia agiata di tradizione ebraica, suo padre, Robert René Kuczynski, era uno stimato economista simpatizzante con la teoria comunista. Sotto l'influsso paterno, a soli diciassette anni, aderì nel 1924 al Partito Comunista di Germania operando nella sezione propaganda. Alla fine degli anni venti, la giovane Ruth trovò lavoro come commessa in una libreria, ma venne licenziata per il suo coinvolgimento nel partito comunista. In questo periodo, Ruth, suo padre e suo fratello Juergen vennero reclutati dai servizi segreti sovietici della Glavnoe razvedyvatel'noe upravlenie (GRU). In questo periodo Kuczynski continuerà a essere attiva nel settore della comunicazione, scrivendo per il giornale di partito Die Rote Fahne (Bandiera Rossa), fondato nel 1918 da Rosa Luxemburg e Karl Liebknecht, e fondando una biblioteca che chiamerà Biblioteca Marxista dei Lavoratori (MAB).
Nello stesso periodo, nel 1929, sposò l'architetto ed amico d'infanzia Rudolf Hamburger, anch'egli reclutato dai servizi segreti sovietici. Dalla loro unione nascerà un figlio, Michael, nel 1931.

### In Cina
Dopo un periodo di addestramento, Kuczynski e il marito furono inviati entrambi in Cina, dove Ruth, fingendosi una giornalista al servizio della stampa filo-comunista cinese, entrò in contatto con la spia sovietica Richard Sorge, inviato a Shanghai per organizzare il movimento filocomunista. Sorge, in collaborazione con la giornalista Agnes Smedley e con la Kuczynski inviarono in Russia importanti informazioni riguardo agli sviluppi del comunismo in Cina e alle attività militari e politiche occidentali, soprattutto inerenti figure del calibro dei generali statunitensi Joseph Stilwell e Evans Carlson. Durante questo periodo Kuczynski riceverà da Sorge il suo nome in codice, Sonja.
Nel 1933 fece ritorno in Unione Sovietica dove ricevette un addestramento avanzato su tecniche di spionaggio e di radiocomunicazione. Partì nuovamente alla volta della Cina alcuni mesi più tardi, trasferendosi nella regione della Manciuria, dove ebbe come copertura quella di agente per una casa editrice americana. Il suo compito fu quello di interlacciare stretti rapporti con i comunisti cinesi in lotta contro l'occupazione giapponese, lavorando sotto la direzione di una spia conosciuta come Ernst, con cui intreccerà una relazione romantica dalla quale nascerà una figlia, Janina.
In seguito all'arresto di uno dei suoi contatti fu costretta a lasciare la Cina e nel 1935 fece il suo ingresso nel Regno Unito insieme al marito, per raggiungere il padre, diventato nel frattempo docente alla London School of Economics.

### In Svizzera

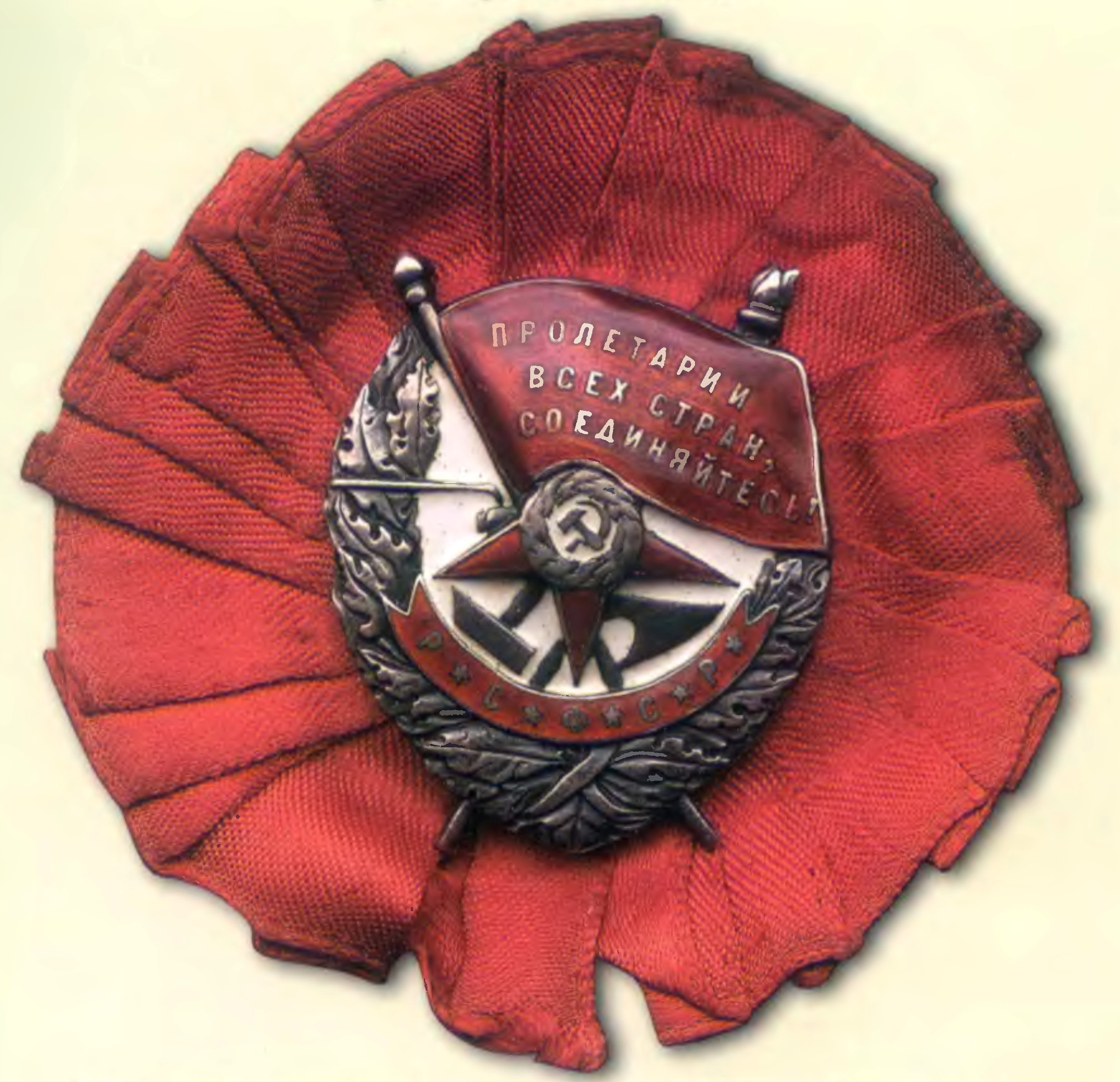
Medaglia dell'Ordine della Bandiera Rossa

Nel 1937 ricevette a Mosca la sua prima medaglia Ordine della Bandiera rossa per i servizi prestati in Manciuria e nel settembre 1938 venne inviata in Svizzera per collaborare al movimento di resistenza noto come Lucy ring, insieme alla spia ungherese Alexander Rado. 
Immediatamente dopo la firma del Patto Molotov-Ribbentrop, la Kuczynski si dissociò dalla politica dell'Unione Sovietica e iniziò a denunciare pubblicamente tutto il suo operato per conto dei servizi segreti sovietici. Tuttavia questa scelta non fu ispirata da un sincero atto di protesta ma fu frutto di una deliberata macchinazione per una maggiore copertura che le permettesse di operare senza sospetti a favore della GRU. Su sua stessa indicazione, Kuczinski divorziò dal marito e sposò Leon Charles Beurton, un affiliato della sua rete spionistica e cittadino britannico, grazie al quale ottenne anche lei la cittadinanza britannica.

### In Regno Unito
Nel 1941 la Kuczynski si trasferì in Gran Bretagna con i figli con il nome di Mrs. Brewer, formalmente una profuga ebrea, e grazie a questa copertura iniziò a tessere la sua rete di contatti e di agenti, tenendosi in perenne contatto radio con Mosca. Anche suo padre e suo fratello furono parte della sua rete di spie.
Tra le informazioni principali date a Mosca dalla Kuczynski ci fu l'avvertimento che il Regno Unito non avrebbe dato alcun aiuto in armamenti all'Unione Sovietica nemmeno in caso di guerra. Fra i suoi agenti reclutati spicca lo scienziato Klaus Fuchs che fu accusato di aver passato tramite la rete della Kuczynski il progetto per la costruzione della bomba all'idrogeno. Quando quest'ultimo venne scoperto ed arrestato, venne scoperto anche il suo collegamento con la Kuczynski, ma quest'ultima venne messa formalmente sotto accusa dai servizi del MI5 solo in seguito al tradimento dell'ex spia Allan Foote nel 1947 quando, insieme con il marito, vennero accusati di aver reclutato in favore della Russia l'ex capo dei servizi segreti britannici Sir Roger Hollis, conosciuto durante le sue attività di spionaggio in Manciuria.

### Ultimi anni
Nel 1950, pochi giorni prima dell'inizio del processo a Fuchs, fuggì con i figli a Berlino Est, dove venne raggiunta dal marito un anno dopo. Nel 1969 ricevette la sua seconda medaglia dell'Ordine della Bandiera Rossa e l'Ordine di Karl Marx nel 1984. Nel 1977 iniziò a scrivere diversi libri compresa la sua autobiografia, Sonia's Rapport, e trascorse il resto della sua vita insieme al marito in una tranquilla casa sulle rive del mar Baltico.

## Premi e onorificenze
- 1937 Ordine della Bandiera rossa
- 1969 Ordine della Bandiera rossa
- 1978 Premio nazionale della Repubblica Democratica Tedesca
- 1982 Ordine al merito per la patria
- 1984 Ordine di Karl Marx
- 1986 Medaglia per il giubileo dei 40 anni della vittoria della grande guerra patriottica del 1941-1945
- 1987 Ordine al merito per la patria (Medaglia d'oro)
- 1990 Ordine dell'Amicizia (postumo)

Grazie alla sua notevole abilità di spia è stata l'unica donna a ricevere in Unione Sovietica l'onorificenza militare di colonnello dell'Armata Rossa.